# Quire (software)

Quire è un software di gestione progetti e software di collaborazione (SaaS) basato su cloud, sviluppato da Potix Corporation, un'azienda di sviluppo software che sviluppa ZK, un framework web Java open source. Noto per la sua interfaccia pulita e minimalista e la struttura ad attività nidificate, Quire offre funzionalità come bacheche Kanban, timeline, calendari, sottoliste e documenti collaborativi per supportare il monitoraggio di attività e progetti in team di tutte le dimensioni. Nel 2025, Quire conta oltre 500.000 utenti in tutto il mondo.

## Storia
Quire è stato lanciato ufficialmente il 5 agosto 2014. Lo sviluppo di Quire è stato guidato dalle limitazioni riscontrate dal team con gli strumenti tradizionali per la gestione delle liste di attività, come evidenziato in un post su Medium risalente agli albori dell'azienda. 
La versione iOS dell'app Quire è stata rilasciata il 14 giugno 2016, seguita dall'app Android il 26 gennaio 2018, estendendone la portata agli utenti mobile. A gennaio 2021, Quire ha introdotto una rinnovata Timeline e Board 2 per flussi di lavoro in stile Gantt e Kanban. A ciò ha fatto seguito la visualizzazione Calendario il 15 agosto 2022 e la funzionalità Documento collaborativo rilasciata l'11 febbraio 2025, posizionando ulteriormente Quire come spazio di lavoro multifunzionale.

## Tecnologia
L'architettura di Quire adottò presto Dart, un linguaggio di programmazione sviluppato da Google. Il team di Quire ha iniziato a sviluppare applicazioni web con Dart già nel 2012, quando Dart era ancora in versione beta. Le applicazioni mobile sono state sviluppate utilizzando Flutter, il toolkit per l'interfaccia utente di Google, e rilasciate a gennaio 2018, quasi un anno prima del rilascio ufficiale della versione 1.0 di Flutter a dicembre 2018.
Il team continua a essere attivo nelle community di Dart e Flutter, contribuendo a progetti open source come Rikulo, un framework web e mobile basato su Dart ospitato su Github.

## Funzionalità
Quire offre una varietà di funzionalità per la gestione dei progetti e la collaborazione di gruppo:
- Attività nidificate e alberi di attività illimitati
- Visualizzazione bacheca per flussi di lavoro Kanban
- Sequenza temporale(diagramma di Gantt) per la pianificazione e le dipendenze
- Vista calendario per la pianificazione delle attività in base al tempo
- Documenti collaborativi integrati nei flussi di lavoro di progetto

Queste funzionalità sono progettate per supportare chiunque, dai singoli individui alle startup e alle grandi aziende, gestendo qualsiasi cosa, dalle semplici liste di cose da fare ai complessi flussi di lavoro di pianificazione dei progetti.

## Ricezione
Quire è stato menzionato in pubblicazioni come HuffPost, Forbes e Entrepreneur, che lo hanno inserito tra i migliori strumenti di gestione progetti per le aziende in crescita.
Quire ha ricevuto numerosi riconoscimenti nel settore del software:
- Capterra Shortlist per il software di gestione progetti 2025[12]
- Google Workspace Editor's Choice[13]
- GetApp Category Leaders 2025 per gli strumenti di gestione progetti[14]
- Software Advice FrontRunner 2025 per la gestione delle attività[15]